# AlohAAA!
「alohAAA!」是AAA的第3枚迷你專輯。於2007年3月21日發行。唱片公司為avex trax。

## 概要
- 與上一張專輯「CCC -CHALLENGE COVER COLLECTION-」相距約1個月。與上一張迷你專輯「ALL/2」相距約6個月。
- 收錄第6張單曲「Shalala 希望之歌」和第7張單曲「颶風·莉莉，波士頓·瑪麗」的2首單曲，以及專輯「ATTACK」的歌曲「太陽」、「VIRGIN F」、「在地球的懷抱」和新曲「Wonderful Life」，一共6首曲目。
- 本作收錄了歌曲「Wonderful Life」的PV和PV Making。
- 本作是與服裝品牌「T＆C衝浪設計」合作。
- 與單曲「Climax Jump」、「前進吧 少鷹軍團2007」和DVD「Channel@×AAA」同時發行。
- 在4月2日於公信榜專輯週排行榜取得第39位

## 收錄內容

### CD
1. Wonderful Life
本作唯一的新曲
2. 太陽
1st專輯「ATTACK」的收錄曲
3. 颶風·莉莉，波士頓·瑪麗（ハリケーン・リリ、ボストン・マリ）
7th單曲
4. VIRGIN F
1st專輯「ATTACK」的收錄曲
5. 在地球的懷抱裡（地球に抱かれて）
1st專輯「ATTACK」的收錄曲
6. Shalala 希望之歌（Shalala キボウの歌）
6th單曲

### DVD
1. Wonderful Life （Music Clip + Off Shot）